# (129772) 1999 HR11
(129772) 1999 HR11 est un objet transneptunien en résonance 4:7 avec Neptune.

## Caractéristiques
(129772) 1999 HR11 mesure environ 110 km de diamètre.

## Orbite
L'orbite de 1999 HR11 possède un demi-grand axe de 43,493 ua et une période orbitale d'environ 287 ans. Son périhélie l'amène à 42,162 ua du Soleil et son aphélie l'en éloigne de 44,825 ua. Il s'agit d'un cubewano.

## Découverte
1999 HR11 a été découvert le 17 avril 1999.